# Pădurea de piatră

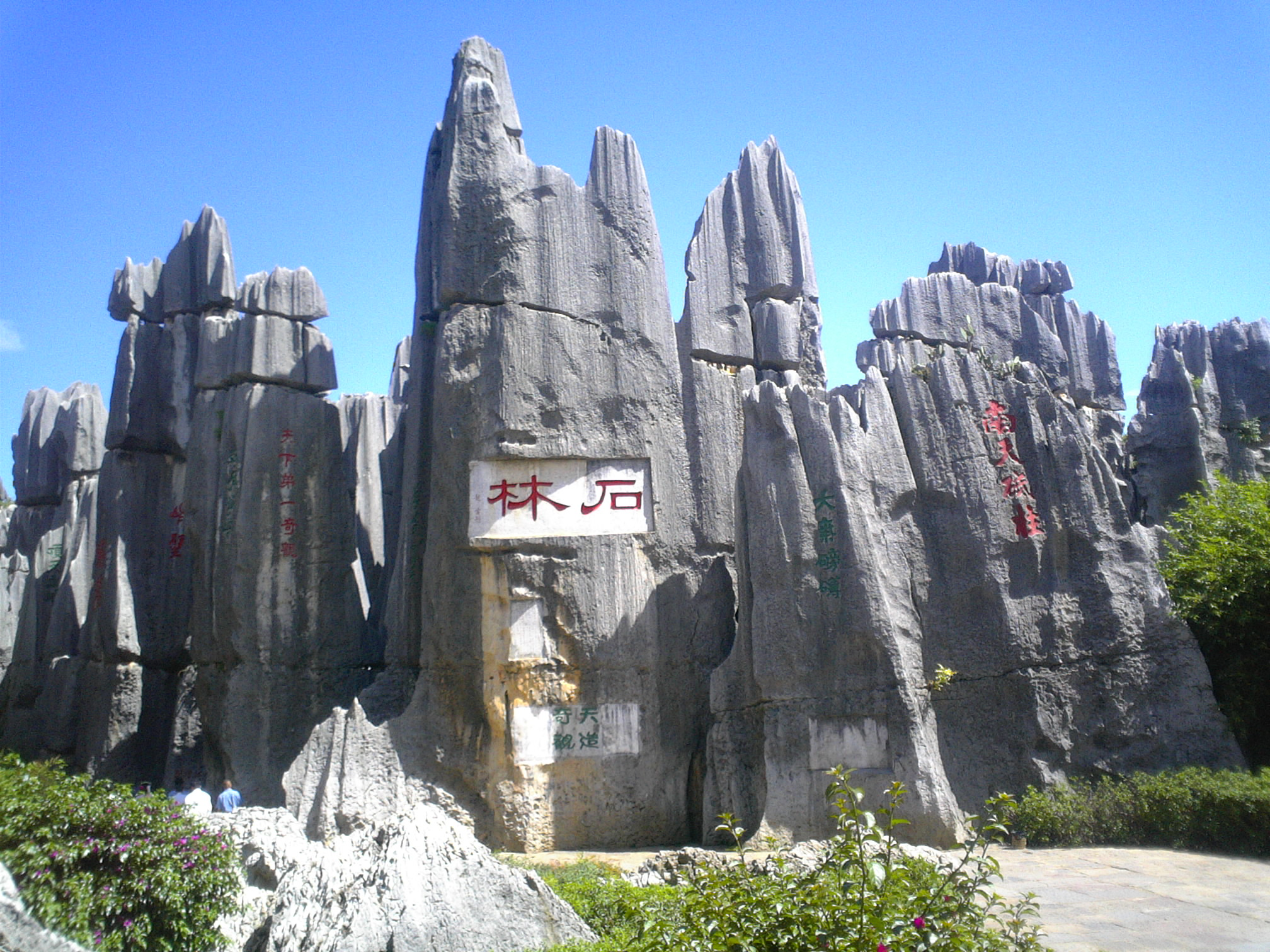
Intrarea principală în Pădurea de piatră Shilin

Pădurea de piatră sau Shilin (în chineză 石林       ) este o importantă formațiune calcaroasă de aproximativ 500 km2 situată în ținutul autonom Shilin Yi, provincia Yunnan, Republica Populară Chineză, în apropiere de Shilin la aproximativ 90 de kilometri distanță de capitala provinciei Kunming.
Stâncile înalte par să răsară din pământ într-un fel oarecum asemănător cu stalagmitele sau cu niște copaci pietrificați, creând astfel iluzia unei păduri din piatră. Din 2007, două părți ale sitului, Pădurea de piatră Naigu (乃 古 石林) și Satul Suogeyi (所 各 邑 村), au fost incluse în patrimoniul mondial UNESCO ca parte a Karstului Chinei de Sud. Situl este clasificat ca un sit turistic de clasa AAAAA.

## Caracteristici

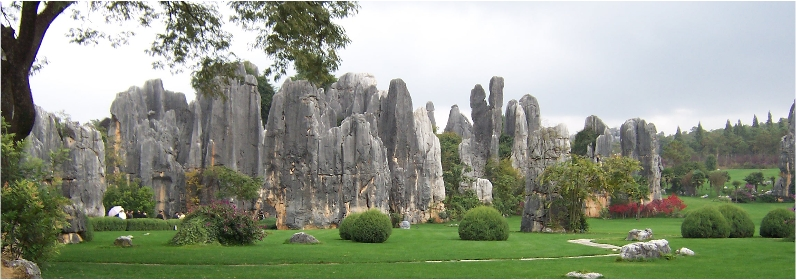
Shilin

Zona Națională Shilin (昆明市 石林 风景区) acoperă o suprafață de 400 de kilometri pătrați și este împărțit în șapte zone pitorești după cum urmează:
- Pădurile de piatră Mari și Mici (大小 石林) - cunoscută și sub denumirea de Pădurea de piatră Lizijing (李子菁 石林)
- Pădurea de piatră Naigu (乃 古 石林)
- Peștera Zhiyun (芝 云 洞)
- Lacul Chang (长 湖 literalmente Lacul Lung)
- Lacul Yue (月 湖 literalmente Lacul Lunii)
- Cascada Dadieshui (大 叠水 瀑布)
- Peștera Qifeng (奇峰 洞)

Se consideră că aceste formațiuni, cauzate de eroziunea calcarului, au o vechime de peste 270 de milioane de ani și reprezintă o atracție turistică atât pentru turiștii străini, cât și pentru cei autohtoni, cu tururi de autobuz care aduc turiști din Kunming. Există, de asemenea, o serie de hoteluri în zonă.

## Cultură
Conform legendei, pădurea este locul de naștere al lui Ashima (阿诗玛), o fată frumoasă a poporului Yi. După ce s-a îndrăgostit, i s-a interzis să se căsătorească cu alesul ei, în schimb, s-a transformat într-o piatră din pădurea care încă îi poartă numele. În fiecare an în cea de-a 24-a zi a celei de-a șasea luni, mulți oameni ai etniei Yi sărbătoresc Festivalul Torțelor (火把节Huǒbă Jié ), care include dansuri populare și concursuri de lupte.

## Transport
Există autobuze disponibile de la stația de autobuz Kunming East către locul pitoresc al Pădurii de Piatră, al căror drum durează aproximativ 1,5 ore pentru a ajunge acolo. Trenurile sunt de asemenea disponibile de la gara Kunming până la gara Shilin, aproximativ 2 ore de mers cu trenul sau 20 de minute cu trenul de mare viteză.

## Geologie
Zona Pădurii de Piatră era o mare adâncă cu aproximativ 270 de milioane de ani în urmă. Depozite extinse de gresie acoperite de calcar se aflau în acest bazin în perioada permiană. Ridicarea acestei regiuni a avut loc ulterior depunerilor. Ulterior, expunerea la vânt și la apă curgătoare a modelat acești stâlpi de calcar. Aceste formațiuni se extind pe o suprafață foarte mare, arătând ca o vastă pădure de piatră, de unde și denumirea de „Pădurea de piatră”. Pădurile Mici și Mari de Piatră sunt dezvoltate în calcarul aproape pur al formațiunii permiene Makou. Pădurea de Piatră Naigu, la 9 kilometri nord-est de Pădurea de Piatră Mare, este dezvoltată în dolomit și calcar dolomitic al formațiunii permiene Qixia. Ambele formațiuni au vârsta permianului inferior. Acestea adună 505 m în grosime și constau dintr-o platformă de calcar și dolomit masiv, calcar bio-clastic, calcarenit și calcilutită. Formațiunea Maokou din Pădurea de Piatră pare să fi fost puternic modificată diagenetic, iar resturile fosile macroscopice sunt rareori observate. La microscop, se observă o foraminiferă fusulinidă întreagă sau fracturată, de obicei în biomicrit, biopelmicrit până la biopelmicrosparite. Cel puțin o zonă de noduli de chert apare în calcar. Spre deosebire de formațiunea Qixia dolomitică, dolomita din formațiunea Maokou rareori este de peste 3%.
Straturile fac parte dintr-o monoclină ușoară (cu 2-6 grade) în scufundare spre vest. Articulațiile de forfecare conjugate (NE-SW și NE-SE) sunt bine dezvoltate, iar aceste fracturi au furnizat principalele pasaje pentru apa de suprafață și pentru apa subterană în stadiul de dezvoltare pre-carstică. Distribuția, densitatea și orientarea fracturilor au controlat adâncimea, dimensiunea și orientarea topografiei carstice. Pietrele de nisip și șisturile formațiunii Liangshan care se află sub formațiunile de rocă carbonatată servesc ca o barieră de permeabilitate și forțează apele subterane locale să curgă de la vest la est.

## Floră
Zona carstică Shilin are următoarele tipuri de păduri și comunități de plante:
- păduri cu frunze late verzi: Cyclobanopsis glancoides, Cyclobalanopsis delavayi și Castanopsis delavayi
- păduri cu frunze late scleroase: Quercus cocciferoides și Quercus franchetii
- păduri de foioase cu frunze mari și păduri subtropicale cu frunze late: Pinus yunnanensis
- vegetație lacustră: Ottelia acuminata

Alte specii de plante includ:
- specii din subregiunea sino-himalaiană: Colquhounia, Corallodiscus, Docynia, Lysiontus, Physospermopsis, Prinsepia, Sinocrassula, Siphonostegia
- specii de pădure sino-japoneză: Akebia, Conandron, Sinomennium, Platycladus
- specii din Asia de Est: Ainsliaea, Bletilla, Codonopsis, Dendrobenthamia, Eriobotrya, Leptodermis, Lycoris, Ophiopogon, Patrinia, Reineckea